# Revista Espaço Acadêmico
Die Revista Espaço Acadêmico ist eine brasilianische Onlinezeitschrift. Die Zeitschrift wurde 2001 von Antônio Ozaí da Silva gegründet und veröffentlicht Originalartikel zu sozialwissenschaftlichen Themen. Die Zeitschrift erscheint alle zwei Monate online, wobei die Artikel einem Peer-Review-Prozess unterliegen. Ziel der Zeitschrift ist, die Verbindung zwischen akademischem Wissen und sozialen Bewegungen zu stärken und Wissen demokratisch zugänglich zu machen. Unter anderem deswegen erscheinen alle Artikel unter der Lizenz CC-BY-NC (Namensnennung, nicht kommerziell). Kolumnisten der Zeitschrift waren unter anderem Paulo Roberto de Almeida, Eva Paulino Bueno und Henrique Rattner.
Die Zeitschrift ist im Directory of Open Access Journals und im Latindex.